# Mtab
El fichero mtab (contracción de mounted file systems table) es un archivo de información del sistema que suele encontrarse en sistemas operativos de tipo Unix. Este archivo lista los sistemas de ficheros ya montados, así como sus opciones de inicialización. mtab tiene una estructura muy similar a la de fstab, la diferencia es que el último es un archivo de configuración que contiene los sistemas de ficheros que deben ser montado en el tiempo de ejecución, así como sus puntos de montaje, mientras que el primero, simplemente lista los sistemas de ficheros montados en este momento. Es muy común copiar lineas de mtab en fstab. para mantener la misma configuración al reiniciar el sistema.
El archivo generalmente reside en /etc/mtab.
Contenido de mtab:
```
 /dev/sdb1 / ext3 rw,relatime,errors=remount-ro 0 0
 proc /proc proc rw,noexec,nosuid,nodev 0 0
 /sys /sys sysfs rw,noexec,nosuid,nodev 0 0
 varrun /var/run tmpfs rw,noexec,nosuid,nodev,mode=0755 0 0
 varlock /var/lock tmpfs rw,noexec,nosuid,nodev,mode=1777 0 0
 udev /dev tmpfs rw,mode=0755 0 0
 devshm /dev/shm tmpfs rw 0 0
 devpts /dev/pts devpts rw,gid=5,mode=620 0 0
 lrm /lib/modules/2.6.24-16-generic/volatile tmpfs rw 0 0
 securityfs /sys/kernel/security securityfs rw 0 0
 gvfs-fuse-daemon /home/alice/.gvfs fuse.gvfs-fuse-daemon rw,nosuid,nodev,user=alice 0 0

```